# Портайн
Портайн (нем. Portein) — деревня и бывшая коммуна в Швейцарии, кантон Граубюнден. Население составляло 22 человека на 2007 год. Официальный код — 3664. 1 января 2010 года вместе с коммунами Сарн, Прец и Тартар вошла в состав коммуны Кацис.
Входит в состав региона Виамала (до 2015 года входила в округ Хинтеррайн).
На выборах в 2007 году наибольшее количество голосов получила Швейцарская народная партия (66,3 %), за Христианско-демократическую народную партию Швейцарии проголосовали 1,3 %, за Социал-демократическую партию Швейцарии — 6,3 %, за Свободную демократическую партию — 26,3 %.

## Географическое положение
До слияния площадь Портайна составляла 3,42 км². 58,8 % площади составляли сельскохозяйственные угодья, 31,0 % — леса, 2 % территории было заселено, 8,2 % заняты природными объектами.

## История
Коммуна впервые упоминается в 1378 году как Purteyn. 1 января 2010 года коммуны Портайн, Прец, Сарн и Тартар стали частью коммуны Кацис.

## Население
На 2007 год население Портайна составляло 22 человека (9 мужчин, 13 женщин). В 2000 году все население говорило на немецком языке. 7,7 % населения были в возрасте до 9 лет, 19,2 % — от 10 до 19 лет, 3,8 % — от 20 до 29 лет, 11,5 % — от 30 до 39 лет, 19,2 % — от 40 до 49 лет, 11,5 % — от 50 до 59 лет, старше 60 лет было 26,9 % населения.
| 1808 | 1850 | 1900 | 1950 | 2000 | 2007 |
| ---- | ---- | ---- | ---- | ---- | ---- |
| 48   | 65   | 30   | 37   | 26   | 22   |